# Jennifer Esposito
Jennifer Esposito (n. 11 aprilie 1973) este o actriță, dansatoare și fotomodel american.

## Filmografie
| An   | Titlu                                 | Rol                           | Note |
| ---- | ------------------------------------- | ----------------------------- | --- |
| 1996 | The Sunshine Boys                     | Jeannie                       | Film de televiziune |
| 1997 | A Brother's Kiss                      | Lucy                          | |
| 1997 | Kiss Me, Guido                        | Debbie                        | |
| 1997 | A Brooklyn State of Mind              | Donna Delgrosso               | |
| 1998 | No Looking Back                       | Teresa                        | |
| 1998 | He Got Game                           | Ms. Janus                     | |
| 1998 | Charlie Hoboken                       | Girl in church                | |
| 1998 | Side Streets                          | Jessica                       | |
| 1998 | I Still Know What You Did Last Summer | Nancy                         | |
| 1999 | Summer of Sam                         | Ruby                          | |
| 1999 | Just One Time                         | Michelle                      | |
| 1999 | The Bachelor                          | Daphne                        | |
| 2000 | Dracula 2000                          | Solina                        | |
| 2001 | Backflash                             | Olive Dee "Harley" Klintucker | Direct-to-video |
| 2001 | The Proposal                          | Susan Reese                   | |
| 2001 | Made                                  | Club girl                     | necreditată |
| 2001 | Don't Say a Word                      | Det. Sandra Cassidy           | |
| 2001 | Beyond the City Limits                | Helena Toretti                | |
| 2002 | Welcome to Collinwood                 | Carmela                       | |
| 2002 | The Master of Disguise                | Jennifer Baker                | |
| 2004 | Breakin' All the Rules                | Rita Monroe                   | |
| 2004 | Crash                                 | Ria                           | Screen Actors Guild Award for Outstanding Performance by a Cast in a Motion Picture Satellite Award for Best Cast – Motion Picture |
| 2004 | Taxi                                  | Lt. Marta Robbins             | |
| 2005 | Snow Wonder                           | Pilar                         | Film de televiziune |
| 2006 | Jesus, Mary and Joey                  | Frankie Vitello               | |
| 2008 | Conspiracy                            | Joanna                        | |
| 2008 | American Crude                        | Carlos                        | |
| 2009 | Four Single Fathers                   | Suzanne                       | |
| 2010 | The Wish List                         | Sarah                         | Film de televiziune |
| 2011 | Mamitas                               | Miss Ruiz                     | |
| 2012 | Bending the Rules                     | Olivia Garcia                 | |

| An           | Titlu                             | Rol                     | Note                                   |
| ------------ | --------------------------------- | ----------------------- | -------------------------------------- |
| 1995         | The City                          | Connie Soleito          |                                        |
| 1996         | Law & Order                       | Gina Tucci              | Episodul: "Good Girl"                  |
| 1997         | Feds                              | Flo                     | Episodul: "Crash and Burn"             |
| 1997–1999    | Spin City                         | Stacey Paterno          | Main cast (sezoanele 2–3); 36 episoade |
| 1998         | New York Undercover               | Gina Stone              | 3 episoade                             |
| 2000         | Law & Order: Special Victims Unit | Sara Logan              | Episodul: "Remorse"                    |
| 2002         | Hack                              | Abby                    | Episodul: "Obsession"                  |
| 2004–2005    | Judging Amy                       | Louann "Crystal" Turner | 8 episoade                             |
| 2005–2006    | Related                           | Ginnie Sorelli          | Main cast; 18 episoade                 |
| 2006         | Law & Order                       | Justine Bailey          | Episodul: "In Vino Veritas"            |
| 2007         | Rescue Me                         | Nona                    | 5 episoade                             |
| 2007–2009    | Samantha Who?                     | Andrea Belladonna       | Main cast; 35 episoade                 |
| 2010         | Mercy                             | Jules Fattore           | 2 episoade                             |
| 2010–2012    | Blue Bloods                       | Jackie Curatola         | Main cast (seasons 1–3); 46 episoade   |
| 2011–2012    | The Looney Tunes Show             | Tina Russo (voice)      | 5 episoade                             |
| 2014–present | Taxi Brooklyn                     | Monica Pena             | Main cast                              |

| An   | Titlu         | Rol  | Note                        |
| ---- | ------------- | ---- | --------------------------- |
| 2009 | The Broadroom | Roan | Rolul principal; 4 episoade |